# Váltótűs hemlokfenyő
A változótűs bürökfenyő (nyugati bürökfenyő, oregoni bürökfenyő, Tsuga heterophylla) a fenyőfélék családjába tartozó bürökfenyő (Tsuga) nemzetség egyik észak-amerikai faja.

## Származása, elterjedése
A Csendes-óceán partvidékén honos Mexikó Sonora államának északi részétől egészen Alaszkáig (Kenai-félsziget). Montana államban és Brit Columbiában egy a parttal párhuzamos, de attól több száz kilométerre kialakult hegyközi medencében is nő.

## Megjelenése, felépítése
Nagy fa; akár 60–70 m magasra is megnőhet. Törzsének átmérője 1–1,5 m. Koronája keskenyebb, mint keleti rokonáé, a kanadai hemlokfenyőé (Tsuga canadensis). Az ágak vége lehajlik.
Tűlevelei lazán, rendezetlenül állnak.

## Életmódja, termőhelye
Gyorsabban nő és ezért igényesebb is, mint a kanadai hemlokfenyő (Józsa). Hosszú életű; az eddig talált legidősebb példány valamivel több, mint 1200 éves volt.

## Felhasználása
Kecses megjelenése miatt Nyugat-Európában hosszú ideje díszfának ültetik.
Fája könnyű és puha:
- fajlagos tömege — 0,42 g/cm³,
- rugalmassági tényezője — 11,24 GPa,
- nyomószilárdsága — 37,3 MPa.[1]

Kérgének porát a kozmetikai ipar hasznosítja (testradír alapanyagaként).